# Epitettix humilicolus
Epitettix humilicolus är en insektsart som beskrevs av Günther, K. 1938. Epitettix humilicolus ingår i släktet Epitettix och familjen torngräshoppor. Inga underarter finns listade i Catalogue of Life.